# Apeuthes maculatus
Apeuthes maculatus är en mångfotingart som först beskrevs av Carl Graf Attems 1938.  Apeuthes maculatus ingår i släktet Apeuthes och familjen Trigoniulidae. Inga underarter finns listade i Catalogue of Life.